# Duhumu
Duhumu (kinesiska: 都呼木, 都呼木苏木) är en socken i Kina. Den ligger i den autonoma regionen Inre Mongoliet, i den norra delen av landet, omkring 220 kilometer norr om regionhuvudstaden Hohhot.
Genomsnittlig årsnederbörd är 330 millimeter. Den regnigaste månaden är juli, med i genomsnitt 93 mm nederbörd, och den torraste är januari, med 1 mm nederbörd.